# Steed Malbranque
Steed Malbranque (født 6. januar 1980 i Mouscron, Belgien) er en belgisk-født fransk fodboldspiller, som i øjeblikket spiller for  Lyon. Malbranque er især kendt fra sin tid i den engelske Premier League, hvor han optrådte for Fulham, Tottenham og Sunderland.

## Karriere

### Olympique Lyon
Malbranque startede karrieren ud som ungdomsspiller i Lyon fra 1995 til 1997, hvorefter han indgik i Lyons seniortrup. Han fik sin professionelle debut den 21. februar 1998 i en alder af 18 år, og spillede de næste tre år 96 kampe for det franske mandskab.
Under opholdet optrådte Malbranque både i Champions League og i UEFA Cuppen.

### Fulham F.C.
I 2001 tog Malbranque springet til Premier League, da han blev købt af Fulham for cirka 4.5 millioner engelske pund. Franskmanden fik sin debut i et 3-2 nederlag på Old Trafford mod Manchester United.
Under sit ophold i Fulham blev den lille vævre franskmand en fanfavorit, og i sine fem år på Craven Cottage spillede Malbranque 211 kampe og scorede 44 mål.
Franskmandens exit gav dog tilhængerne en dårlig smag i munden, da Malbranque afviste en gavmild kontrakt fra klubben, og i 2006 skiftede midtbanespilleren til Tottenham for to millioner pund.

### Tottenham Spurs
Malbranque fik sin debut for Tottenham den 8. november på White Hart Lane i en cup-kamp mod Port Vale og scorede sit første mål knap en måned senere i en 5-1 sejr over Charlton Athletic.

### Sunderland A.F.C.
Den 30. juli, 2008 skiftede Malbranque sammen med holdkammeraterne Pascal Chimbonda og Teemu Tainio til Sunderland på en fire-årig kontrakt. Han forlod klubben i sommeren 2011 efter at være blevet marginaliseret af manager Steve Bruce.

### St. Étienne
Malbranque fik kun en enkelt optræden for Saint-Étienne, før han fik kontrakten ophævet af personlige årsager.

## Titler
- League Cup 2007-08 med Tottenham